# Full Moon High
Pour plus de détails, voir Fiche technique et Distribution.
Full Moon High est un film américain réalisé par Larry Cohen, sorti en 1981.

## Synopsis
Un joueur de football américain populaire dans son lycée devient un loup-garou à la suite d’un voyage en Roumanie.

## Fiche technique
- Titre français : Full Moon High
- Réalisation : Larry Cohen
- Scénario : Larry Cohen
- Musique : Gary William Friedman
- Pays d'origine :  États-Unis
- Durée : 93 minutes (1 h 33)
- Dates de sortie : 
  -  États-Unis : 9 octobre 1981

## Distribution
- Adam Arkin : Tony
- Roz Kelly : Jane
- Ed McMahon :  William P. Walker
- Joanne Nail : Ricky
- Bill Kirchenbauer : Flynn
- Elizabeth Hartman : Miss Montgomery
- Louis Nye : Révérend
- Demond Wilson : Chauffeur
- Jim J. Bullock : Eddie
- Kenneth Mars : Coach / Principal Cleveland
- Alan Arkin : Dr. Brand
- Tom Aldredge : le geôlier
- Pat Morita : l'orfèvre
- Bob Saget : Reporter sportif